# Cseb
Cseb (románul: Cib) település Romániában, Erdélyben, Fehér megyében.

## Fekvése
Algyógytól északra, Glod, Zalatna és Bakonya közt fekvő település.

## Története
Cseb nevét 1407-ben említette először oklevél p. Cheeb néven. 1515-ben Cheb néven volt említve, mint Al-Diód vár tartozéka. 1733-ban Csibold, 1750-ben Csib, 1805-ben Cseb, 1808-ban Cseb, Csib, 1913-ban Cseb néven írták. A trianoni békeszerződés előtt Hunyad vármegye Algyógyi járásához tartozott. 1910-ben 873 lakosából 870 román volt. Ebből 185 görögkatolikus, 688 görögkeleti ortodox volt.